# Бела (округ Жиліна)
Бела (словац. Belá) — село, громада Жиліна, Жилінський край, регіон Горне Поважіє. Кадастрова площа громади — 38,61 км².
Населення 3266 осіб (станом на 31 грудня 2024 року).

## Історія
Бела згадується 1378 року.

## Географія
Протікають Белянський потік; Браниця і Мала Браниця.

## Населення
| Рік:            | 1994. | 2004.   | 2014.   | 2024.   |
| --------------- | ----- | ------- | ------- | ------- |
| Кількість осіб: | 3060  | 3346    | 3377    | 3266    |
| Різниця:        |       | +9,34 % | +0,92 % | -3,28 % |

| Рік:            | 2023. | 2024.   |
| --------------- | ----- | ------- |
| Кількість осіб: | 3292  | 3266    |
| Різниця:        |       | -0,78 % |